# Alois Tomiška
Alois Tomiška (* 12. Februar 1867 in Pardubitz, Böhmen; † 29. Dezember 1946 in Prag, Tschechoslowakei) war ein Unternehmer und Erfinder des Prinzips der Double-Action-Automatikpistole.

## Leben
Anfang der 1890er Jahre erlernte er in Wien den Beruf des Büchsenmachers. Im Jahre 1900 begann er mit der Entwicklung einer Spannabzugs-Selbstladepistole, welche er sich 8 Jahre später in Großbritannien als Taschenpistole mit Spannabzug und außenliegendem Hahn patentieren ließ. Er nannte diese Waffe Little Tom in Anlehnung an seinen Familiennamen Tomiška. Wenige Monate nach seiner Patentanmeldung in Großbritannien reichte er dieselbe Waffenentwicklung als Patent in Österreich-Ungarn ein.
Im Jahre 1909 gründete er zusammen mit Camillo Frank die Wiener Waffenfabrik. Im neuen Unternehmen begann noch die Produktion der Taschenpistole in den Kalibern 6,35 mm Browning und 7,65 mm Browning, der Erste Weltkrieg verzögerte jedoch den Start einer größeren Serienproduktion der Taschenpistolen, sodass bis 1918 nur eine geringe Stückzahl produziert wurde. Im Jahr 1919 verkaufte Tomiška seine Patente an die Wiener Waffenfabrik und verlegte seinen Wohnsitz nach Pilsen in Böhmen. Dort arbeitete er bei der Jihoceska Zbrojovka (Südtschechische Waffenfabrik) und entwickelte bis zu seinem Ruhestand noch weitere Pistolenmodelle. Alois Tomiška starb 1946 in Prag.
Das von ihm patentierte Funktionsprinzip der Double-Action-Automatikpistole wurde Vorbild für viele verschiedene Polizei- und Militärpistolen, unter anderem für die deutsche Walther PP (Polizei Pistole) und Walther PPK (Polizei Pistole Kriminal).